# Mockingbird Valley (Kentucky)
Pour les articles homonymes, voir Mockingbird Valley.
Mockingbird Valley est une ville américaine située dans le comté de Jefferson, dans le Kentucky. Selon le recensement de 2020, sa population est de 175 habitants.